# 885년

## 연호
- 당(唐) 중화(中和) 5년 / 광계(光啓) 원년
- 일본(日本) 간교(元慶) 9년 / 닌나(仁和) 원년

## 기년
- 당(唐) 희종(僖宗) 12년
- 신라(新羅) 헌강왕(憲康王) 11년
- 발해(渤海) 대현석(大玄錫) 15년

## 탄생
- 신라(新羅) 52대 국왕(國王) 효공왕(孝恭王)
- 후백제(後百濟)의 2대 국왕(國王) 견신검(甄神劍)